# Thierry Bernard-Gotteland
Pour les articles homonymes, voir Gotteland.
Vous pouvez aider à l'améliorer ou bien discuter des problèmes sur sa page de discussion.
 (septembre 2016).
Thierry Bernard-Gotteland est un artiste contemporain français né en 1974, vivant et travaillant entre le Vietnam et la France.

## Biographie
Il suit une formation à l'école superieure d'Art de Grenoble, Willem de Kooning Academy à Rotterdam ainsi qu'au Fresnoy, Studio National des Arts Contemporains à Tourcoing, France. Il fut assistant pour Gianni Motti et Antoni Muntadas entre les années 2002 et 2006.
Bourses
- 2001: Willem De Kooning, NL
- 2002-2004 : post-diplôme, Le Fresnoy

## Expositions
- 2011
  - Septembre, une exposition proposée par le commissaire d'exposition Mervin Espina en collaboration avec le San Art, Galerie Indépendante à Ho Chi Minh Ville, Vietnam.
  - Octobre, Meta Wall, en collaboration avec Bertrand Peret, exposition personnelle de Bertrand Peret, Meta House, Cambodge + proposition d'installation à la Meta Cafet.
  - Decembre, Fete dela WSK, Sonic Art Festival de Manille, Les Philippines MOETH duo composé de Thierry Bernard-Gotteland et de Mohamad Wahid.

### Expositions personnelles
- 2011 :
  - A Physical Obedience of a Certain Geometry [Nihil Sublime], Galerie Quynh, Ho Chi Minh Ville, Vietnam
- 2008 :
  - D.E.A.F. D.E.C.A.D.E, San Art Gallery, Ho Chi Minh Ville, Vietnam
- 2007 :
  - Entre Chien et Loup, IDECAF Centre Culturel Franco-Vietnamien, Ho Chi Minh Ville, Vietnam
- 2005 :
  - RDV, La Maison du Geste et de l'Image, Paris, France

### Expositions collectives
- 2011 :
  - EsperantoPolis, IDECAF, Centre Culturel Franco-Vietnamien, Ho Chi Minh Ville, Vietnam
  - To Ho Chi Minh City with Love: A Social Sculpture, un projet artistique de Phong Bui, San Art Gallery, Ho Chi Minh Ville, Vietnam
  - Mise-en-Scène, Galerie Quynh, Ho Chi Minh Ville, Vietnam
- 2008 :
  - Archigames, Territoire de l’Image, Le Fresnoy, 10 ans de création, Lab - La banque, Bethune, France
- 2007 :
  - Alpine Random Stereo World, Filmer La Musique, Le Point Ephémère, Paris, France
  - ZurichBangkokSaigon, Des Monts de la Lune, la Nuit Blanche, Paris, France
- 2006 :
  - ZurichBangkokSaigon, Invisible City Festival, Montreal, Cananda
  - Archigames, Festival Art of Transition, ‘’French Video On Demand’’, Nis, Montenegro
  - Blobmeister Millenium Bash, Territoires Fantômes, La Maison du Geste et de l’Image, Paris, France
- 2005 :
  - Sound Drop, La Nuit Blanche, La Goutte d’Or, Paris, France
  - Itinéraires Privés, Galerie Espace Croisé CAC Roubaix, France
  - Festival 1° Contact, Biennale des Arts Numeriques, Le Cube - Issy les Moulineaux, France
- 2004 :
  - Blobmeister Millennium Bash, Panorama 5, Le Fresnoy – Studio National des Arts Contemporains, Tourcoing, France
- 2003 :
  - Archigames, Panorama 4, Le Fresnoy – Studio National des Arts Contemporains, Tourcoing, France
- 2002 :
  - Predator 360W, Label Noiseuse, Galerie La BF15, Lyon, France
- 2001 :
  - Film Festival Berlin - Circle of Confusion, Berlin, Allemagne
  - Playground, Galerie SMM Gianni Motti, Berlin, Allemagne

### Performances
- 2011:
  - MOETH, concert-performance Drone - Doom, Hanoi Rock City, Hanoi, Vietnam
- 2010:
  - NTSD Project, noise performance sonore et visuelle, Upstairs Club, Ho Chi Minh City, Vietnam
- 2008 :
  - D.E.A.F. D.E.C.A.D.E., performance sonore [Drone Metal] avec Nguyen Tien Hung, vocaliste du groupe de Heavy Metal Black Infinity, Ho Chi Minh Ville, Vietnam
  - Untitled [Delayed Dust Screens], performance Sonore à The Cage, LABO WONDERFUL, Ho Chi Minh Ville, Vietnam
- 2005 :
  - Alien Terri-stories, performance sonore, LMP, Paris, La Goutte d'Or dans le cadre de Nuit Blanche, France
  - WJ’S, web performance, Baubourg, Paris, France
- 2003 :
  - Playstation versus Csound avec Alex Geddie, Confort Moderne Poitiers, France
  - BugN'Mix, CNAC, le Magasin, Grenoble
- 2001 : 
  - Miroirs Numériques, concert‐performance au Festival du 38° Rugissants, Grenoble, France
- 2000 :
  - Improvisation sonore, concert‐performance, le 102, Grenoble, France